# Tích Thạch Sơn
Huyện tự trị dân tộc Bảo An, Đông Hương và Salar Tích Thạch Sơn (giản thể: 积石山保安族东乡族撒拉族自治县; phồn thể: 積石山保安族東鄉族撒拉族自治縣; Hán-Việt: Tích Thạch Sơn Bảo An tộc Đông Hương tộc Tát Lạp tộc Tự trị huyện; Tiếng Salar: Gansu Velayat Çişişan Bo'an Dunşañ ve Salır Özbaşdak Yurt) là một huyện thuộc châu tự trị dân tộc Hồi Lâm Hạ, tỉnh Cam Túc, Cộng hòa Nhân dân Trung Hoa. Huyện này có diện tích 910 km², dân số 220.000 người, mã số bưu chính là 731700. Huyện lỵ đóng ở trấn Xuy Ma Than. 
Tích Thạch Sơn được biết đến với nghề trồng tiêu Tứ Xuyên và quả óc chó. Ẩm thực địa phương bao gồm bánh bao kiểu Bảo An và thịt cừu.

## Hành chính
Về mặt hành chính, huyện được chia thành 2 trấn, 16 hương.
- Trấn: Xuy Ma Than và Đại Hà Gia.
- Hương: Tứ Bảo Tử, Lưu Tập, Thạch Nguyên, Liễu Câu, Quan Gia Xuyên, Hồ Lâm Gia, An Tập, Trại Gia Câu, Cư Tập Quách Cán, Từ Hỗ Gia, Trung Trớ Lĩnh, Tiểu Quan, Tự Tạng, Phố Xuyên và Ngân Xuyên.